# Matt O'Leary (baloncestista)
Matt O'Leary (nacido el 5 de enero de 1994 en Terre Haute, Indiana) es un jugador de baloncesto estadounidense.

## Trayectoria
Forjado en 2 universidades en su etapa en NCAA, pasó sus dos primeras temporadas en la universidad de Loyola (IL), donde carente de protagonismo, buscó cambiar de aires para mejorar como jugador y sentirse más importante, a pesar de estar un año en blanco baloncestísticamente hablando por el cambio de universidad en la temporada 2014/2015, obligado por reglas NCAA, pasó a los Jaguars de la IUPUI donde pasó a tener un papel importante en el equipo, lo que buscaba, siendo titular, valorando el que más y siendo el segundo máximo anotador defendiendo su nueva camiseta durante las 2 temporadas que estuvo.
Su mejor temporada fue la última donde firmó 13,9 puntos, 6,1 rebotes y 2,2 asistencias en sus 31 partidos siempre como titular donde jugó 29,9 minutos por choque. Cabe destacar en su última campaña su gran mejora en cuanto a tiros de 3 puntos, donde promedió un fantástico 44,7% que le hace muy peligroso desde la distancia, si bien más cerca del aro lució un 50,3% al que suma un 73% en los tiros libres, superando en todas las facetas de tiro con creces lo conseguido en temporadas anteriores.
En agosto de 2017, llega a España, en concreto a la Liga LEB Oro, firmando un contrato en su primera aventura como profesional en el Club Baloncesto Peñas Huesca por una temporada.